# Tekirdağ (provinca)
Tekirdağ je provinca, ki se nahaja v zahodni Turčiji v evropskem delu Turčije. Prestolnica province je mesto Tekirdağ. Kulinarični posebnosti regije sta Tekirdağ köfte in Tekirdağ rakı.

## Okrožja
- Çerkezköy
- Çorlu
- Hayrabolu
- Malkara
- Marmara Ereğli
- Muratlı
- Saray
- Şarköy
- Tekirdağ

Koordinati:   41°05′11″N, 27°21′28″E